# Verne Troyer
Vernon Jay „Verne“ Troyer (1. ledna 1969 Sturgis, Michigan – 21. dubna 2018 Los Angeles, Kalifornie) byl americký herec, kaskadér, a komik. Byl pozoruhodný svou výškou 81 cm, což bylo výsledkem syndromu hypoplastických chrupavek a vlasů, která z něj činila jednoho z nejmenších mužů na světě. Nejvíce byl znám z role Mini-Me v sérii komediálních filmů o Austinu Powersovi a pro jeho velikost jako goblin Griphook ve Harry Potter a Kámen mudrců.

## Mládí
Narodil se v Sturgisu ve státě Michigan Susan, tovární dělnici a Reubenovi, opraváři. Měl dva sourozence, Davona a Deborah. Během svého dětství strávil hodně času navštěvováním Amišů v Centreville (Michigan), kde absolvoval střední školu v roce 1987. Troyer byl původně Amiš, ale jeho rodiče opustili víru, když byl dítětem. Uvedl, že jeho rodiče s ním jednali rovnocenně jako s ostatními sourozenci o průměrné velikosti. Musel nosit dřevo, krmil krávy, prasata a hospodářská zvířata.

## Kariéra
Troyerova kariéra u filmu začala, když se s ním setkal bývalý prezident společnosti Little People of America, který hledal někoho s „jistou velikostí“, kdo by sloužil jako dublér pro dětskou postavu "Baby Bink" ve filmu Johna Hughese Baby's Day Out (1994). Pak získal další práci jako zakrnělý dublér a několik menších komediálních rolí ve filmech z devadesátých let, včetně Dunstche Checks In, Jingle All the Way (oba 1996), Muži v černém (1997) a My Giant (1998).
S režisérem Jayem Roachem se poprvé setkal, aby diskutoval o zpodobnění postavy MéMini v sérii Austin Powers s hercem a spolutvůrcem Mike Myersem, a to před začátkem natáčení druhého filmu. Myers byl ohromen Troyerovým výkonem, že přepsal scénář pro film Austin Powers: Špion, který mě vojel (1999), který dal postavě MéMini více času na obrazovce a odstranil jeho smrt. Troyer převzal roli o tři roky později ve filmu Austin Powers: Goldmember (2002) a znovu spolupracoval s Myersem na The Love Guru (2008).
Poté, co Troyer dosáhl velkého úspěchu jako MéMini, hrál goblina Griphooka ve filmu Harry Potter a Kámen mudrců (2001) a měl prominentní roli jako Percy ve fantastickém filmu Terryho Gilliama Imaginárium dr. Parnasse (2009). Představoval také sám sebe v několika televizních reality seriálech, včetně Surreal Life (2005), Welcome to Sweden (2007) a v šesté sérii britské Celebrity Big Brother (2009).

## Osobní život
Údajně se oženil s modelkou Genevieve Gallenovou 22. února 2004, ale požádal o zrušení hned následujícího dne. Ačkoli zasnoubení páru bylo hodně ohlašováno, Troyer a jeho právník popírali, že by dvojice někdy měla nějaké formální svatební plány a říkal, že Gallen zpracovala příběh pro svůj vlastní finanční zisk.
Dne 25. června 2008 uniklo soukromé domácí video Troye a jeho bývalé přítelkyně Ranae Shriderové, se kterou měl sex. Video, natočené v roce 2008 v Beverly Hills (Kalifornie) a v Shriderové rodném městě Fort Cobb (Oklahoma), bylo zveřejněno společností Shrider a TMZ. Kevin Blatt, muž odpovědný za zprostředkování obchodu se sexuální páskou Paris Hiltonové v roce 2003, se pokusil video prodat. Troyer, prostřednictvím svého dlouholetého advokáta Ed McPhersona, žaloval společnost TMZ, Blatta a on-line půjčovnu společnosti SugarDVD, za zásah do soukromí a porušování autorských práv.
V květnu roku 2015 se objevil Troyer, jeho přítelkyně Brittney Powell a její syn Tyson v televizní reality sérii Celebrity Wife Swap, kde si Brittney vyměnila místo s manželkou Hinese Warda.

## Smrt
Začátkem dubna 2018 byl Troyer přijat do nemocnice po incidentu v jeho domě. Předtím byl přijat k rehabilitaci, aby mohl podstoupit léčbu alkoholismu. Dne 21. dubna 2018 zemřel ve věku 49 let.

## Filmografie
| Rok  | Titul                                                          | Role                            | Poznámka      |
| ---- | -------------------------------------------------------------- | ------------------------------- | ------------- |
| 1994 | Baby's Day Out                                                 | Baby Binkovo kaskadérské dvojče |               |
| 1996 | Dunston Checks In                                              |                                 |               |
| 1996 | Jingle All the Way                                             | Little Santa                    |               |
| 1996 | Dětská hra 4 – Syndrom pinocchia                               | Pinocchiův miniaturní dublér    |               |
| 1997 | Volcano                                                        |                                 |               |
| 1997 | Muži v černém                                                  | dítě mimozemšťana               |               |
| 1997 | Wishmaster                                                     | kreatura                        |               |
| 1997 | RocketMan                                                      |                                 |               |
| 1998 | My Giant                                                       | Wrestler                        |               |
| 1998 | Strach a hnus v Las Vegas                                      | Wee Waiter                      |               |
| 1998 | The Wacky Adventures of Ronald McDonald                        | Sundae                          |               |
| 1998 | Mighty Joe Young                                               | Baby Joe                        |               |
| 1999 | Here Lies Lonely                                               | Virgil                          |               |
| 1999 | Instinct                                                       | Gorilla                         |               |
| 1999 | Austin Powers: Špion, který mě vojel                           | MéMini                          |               |
| 2000 | Bit Players                                                    | Marty Rosenthal                 |               |
| 2000 | Grinch                                                         | Band Member                     |               |
| 2001 | Bubble Boy                                                     | Dr Phreak                       |               |
| 2001 | Harry Potter a Kámen mudrců                                    | Griphook                        |               |
| 2002 | Hard Cash                                                      | Attila                          |               |
| 2002 | Austin Powers in Goldmember                                    | MéMini                          |               |
| 2003 | Sláva jen pro mrtvé                                            | sám sebe                        |               |
| 2007 | Postal                                                         | sám sebe                        |               |
| 2008 | Guru lásky                                                     | kouč Punch Cherkov              |               |
| 2008 | College                                                        | sám sebe                        |               |
| 2009 | Imaginárium dr. Parnasse                                       | Percy                           |               |
| 2012 | Keith Lemon: The Film                                          | Archimedes                      |               |
| 2015 | Trailer Park Boys: Drunk, High, and Unemployed: Live in Austin | sám sebe                        |               |
| 2015 | Gnome Alone                                                    | The Gnome                       |               |
| 2018 | Hipsters, Gangsters, Aliens and Geeks                          | TBA                             | Post-produkce |

## Televize
| Rok(y)    | Titul                                        | Role               | Poznámka              |
| --------- | -------------------------------------------- | ------------------ | --------------------- |
| 1995–1996 | Masked Rider                                 | Ferbus             |                       |
| 1999–2000 | Shasta McNasty                               | Verne              |                       |
| 2000      | Všeuměl                                      | Napoleon Bonaparte |                       |
| 2002      | Sabrina – mladá čarodějnice                  | Angus              |                       |
| 2003      | Boston Public                                | Taylor Prentice    | 2 epizody             |
| 2004      | Vánoční koleda pana Karrolla                 | Spike              |                       |
| 2005      | The Girls Next Door                          | sám sebe           | epizoda "Fight Night" |
| 2005      | The Surreal Life                             | sám sebe           |                       |
| 2006      | Bo! in the USA                               |                    |                       |
| 2007      | The Surreal Life: Fame Games                 | sám sebe           |                       |
| 2007      | Welcome to Sweden                            | sám sebe           |                       |
| 2008–2015 | Celebrity Juice                              | sám sebe           |                       |
| 2008      | The Smoking Gun Presents: World's Dumbest... | komentátor         |                       |
| 2008      | The Podge and Rodge Show                     | sám sebe           |                       |
| 2009      | Celebrity Big Brother                        | sám sebe           |                       |
| 2009      | Friday Night with Jonathan Ross              | sám sebe           |                       |
| 2009      | The Paul O'Grady Show                        | sám sebe           |                       |
| 2009      | WWE Raw                                      | host               |                       |
| 2013      | Lemon La Vida Loca                           | sám sebe           |                       |
| 2013      | Legit                                        | sám sebe           |                       |
| 2014      | BGO.com TV Campaign                          |                    |                       |
| 2014      | Whose Line Is It Anyway?                     | sám sebe           | sezóna 10, epizoda 3  |
| 2014      | Through the Keyhole                          | sám sebe           |                       |
| 2015      | Celebrity Wife Swap                          | sám sebe           |                       |
| 2017      | Trailer Park Boys: Out of the Park: USA      | sám sebe           |                       |

## Ocenění
V roce 2000 získal cenu MTV Movie Avard za nejlepší duo na obrazovce (ve filmu Austin Powers: Špion, který mě vojel) a v roce 2003 cenu MTV TRL Award v kategorii Walk This Way Award.